# Hinterkaifeck

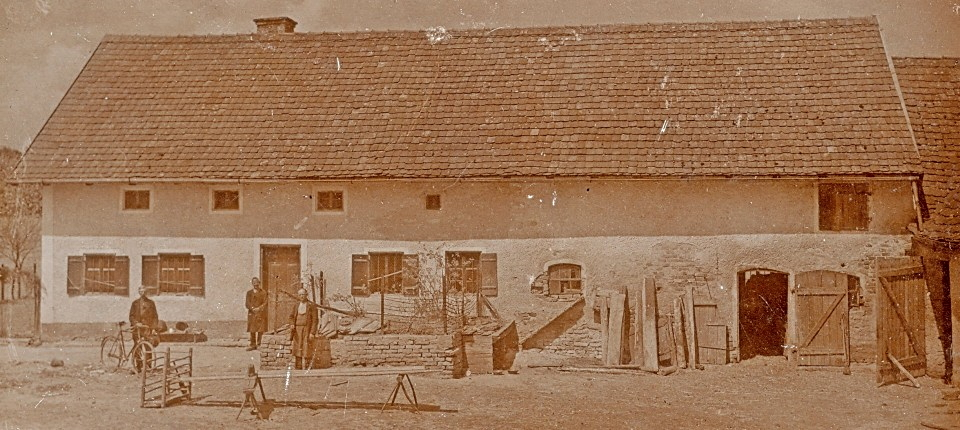
Hinterkaifeck

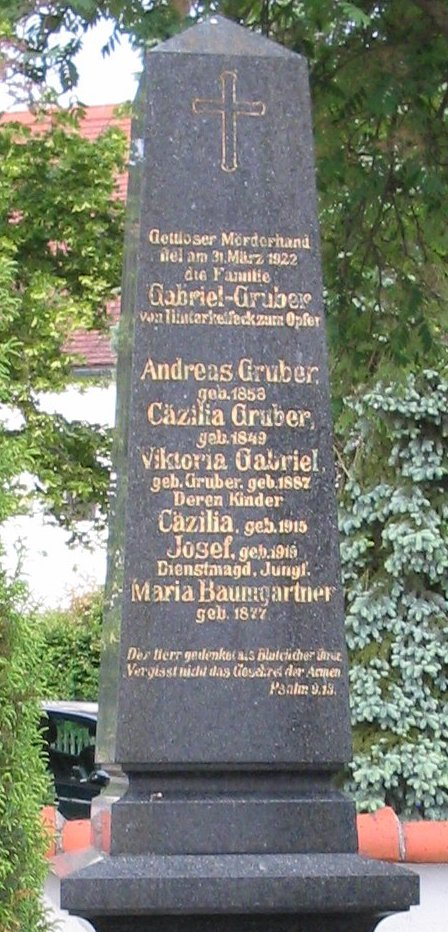
Památník na hřbitově ve Waidhofenu

Hinterkaifeck byl menší komplex hospodářských budov nacházející se v Bavorsku asi 70 kilometrů severně od Mnichova mezi městy Ingolstadt a Schrobenhausen. V noci dne 31. března 1922 na tomto statku došlo k doposud nevyřešeným vraždám všech šesti jeho obyvatel. Čin se vyznačoval nebývalou krutostí, kdy oběti podlehly zraněním hlavy, která byla způsobena s největší pravděpodobností krumpáčem. Podle mnichovské prokuratury bylo více než 100 podezřelých, ale čin se nikdy nepodařilo objasnit a nikdo za něj nebyl odsouzen. Případ vzbudil mimořádnou pozornost veřejnosti a je plný nejasností či nevysvětlených úkazů, které mu předcházely.

## Oběti a lokalita
Oběťmi byli farmář Andreas Gruber (63) a jeho žena Cäzilia (72), jejich dcera Viktoria Gabriel (35), vnučka Cäzilia (7) a vnuk Josef (2). Poslední obětí byla služebná Marie Baumgartnerová (44), která na statek poprvé přijela pouhých pár hodin před vraždou, v pozdních odpoledních hodinách.
Hinterkaifeck byl izolovaný statek obklopený lesy, nejblíže byla asi 1 kilometr vzdálená vesnice Gröbern. V současné době již tento komplex neexistuje, po vraždách a následném vyšetřování byl v roce 1923 stržen a na jeho místě zůstal pouze památník. Ten byl odstraněn v roce 2023.

## Vraždy
K vraždám došlo na základě vyšetřování s největší pravděpodobností v noci z 31. března na 1. dubna (z pátku na sobotu) 1922. Pošťák Josef Maier později policii potvrdil, že pošta byla ve schránce ve stejném stavu, jako ji tam v sobotu (tj. 1. dubna) zanechal. Tento fakt prokazatelně mezi řečí zmínil již 3. dubna, tj. den před nálezem těl, kdy okolo statku opět procházel. Rovněž malá Cäzilia nebyla v sobotu ve škole a rodina v neděli na bohoslužbě, kterou pravidelně navštěvovala.
Všichni, kromě Cäzilie starší a její dcery Viktorie, byli nalezeni v pyžamu či v oblečení určeném ke spánku. Všechna těla, kromě služebné a malého Josefa, se nacházela ve stodole mimo obytnou část statku. Vše nasvědčovalo tomu, že byli pozabíjeni jeden po druhém, pravděpodobně vylákáni neznámým zvukem z oblasti stodoly či dvorku. Podle policie touto příčinou mohlo být nepokojné chování dobytka ustájeného uvnitř či štěkot psa, ale rovněž i jiná neznámá příčina. Nicméně se testy zjistilo, že ani hlasitý křik člověka by v obývacím pokoji nemohl být slyšet. Malý Josef (2) a služebná Baumgartnerová (44) byli zavražděni v domě – Josef v dětské postýlce a služebná ve svém pokoji. Z vyšetřování vyplynulo, že prvními oběťmi byly s jistotou Viktoria a její matka Cäzilia.

## Vyšetřování
Těla byla nalezena v úterý 4. dubna, protože sousedům z okolí přišlo divné, že obyvatelé statku od pátku nikoho nekontaktovali. První, kdo na to výslovně upozornil, byl mechanik Albert Hofner, který se na dvoře statku 4. dubna zdržel pět hodin z důvodu opravy rozbitého motoru pily a nezaznamenal ničí přítomnost. Po této jeho zmínce se z obce Gröbern vydala čtyřčlenná skupina (Hofner, Schlitenbauer, Poell, Sigl) zpět na statek a po nálezu těl obratem (v 18.30) informovali policii. Vyšetřování se ujal inspektor Georg Reingruber z mnichovského policejního ministerstva, který dorazil za starostou Georgem, asi v půl druhé v noci i s dvěma psovody. Vyšetřovatelé se na místo činu vydali 5. dubna v půl šesté ráno. Není známo nic o tom, že by po pachateli zůstala jediná pachová stopa. Celé vyšetřování zkomplikoval pohyb sousedů na statku před příchodem policie.
Vzhledem k tomu, že se spolehlivě nezajistila doličná zbraň, zůstává metoda provedení vražd nejasná. Podle policie i patologa byli ovšem všichni usmrceni jedním přesným úderem na hlavu, buď motykou, nebo krumpáčem či něčím podobným. Údery byly vedeny zručně a nasvědčují tomu, že pachatel byl s danou procedurou obeznámen – buďto proto, že byl sám zemědělec či řemeslník, nebo se mohlo jednat o vojáka. V kamenném žlabu uvnitř stodoly se našel menší krumpáč (podobný zednickému kladívku s dvěma vrcholy), avšak nebylo spolehlivě prokázáno, že to byla vražedná zbraň, protože ve žlabu byla voda a nástroj nevykazoval známky deformace či přítomnost vlasů, úlomků kostí nebo kůže. Později se na půdě při demolici budov v roce 1923 v tajné podlahové přihrádce našel menší krumpáč, který policie považovala za možnou vražednou zbraň. I když na krumpáči byly lidské vlasy a stopy krve obětí, otisky prstů ovšem opět chyběly.
Těla ve stodole byla zaházena slámou, mrtvola služebné přehozená prostěradlem a tělíčko malého Josefa přikryté jednou Viktoriinou sukní.

## Teorie
V průběhu let se objevily teorie vedoucí k více než stovce podezřelých či vlivu temných nebo paranormálních sil.
Lorenz Schlitenbauer
Prvním a hlavním podezřelým byl soused Lorenz Schlitenbauer, který byl údajně do Viktorie zamilovaný a usiloval o to, aby se stala jeho manželkou. Podle spekulací byl malý Josef (2) jeho synem. Otcovství Josefa se nepodařilo zjistit, kolovaly dokonce zvěsti o incestním vztahu Viktorie se svým otcem. Jedna z předešlých služebných na policii už v roce 1915 vypověděla, že nachytala Viktorii a jejího otce v seníku při sexuálních hrátkách, načež byl Andreas Gruber odsouzen na jeden rok a Viktorie na jeden měsíc vězení. S ohledem na tento fakt byli obyvatelé z okolních vesnic o incestním původu dítěte přesvědčení. Případné podezření na nemanželské početí dítěte ze strany Schlitenbauera tak bylo přijatelnější než skandál spjatý s tvrzením, že otcem dítěte je Gruber starší. Viktorie ovšem Schlitenbauera odmítla a spekulace o tom, s kým Josefa počala (její manžel zahynul na frontě již v roce 1914), zůstaly nevyjasněné. Reingruber a jeho tým případ vyšetřovali jako vraždy z vášně a Lorenzův profil jim do něj zapadal; svědkům rovněž neušla jeho nestandardní reakce na statku poté, co se našla těla. Podle výpovědí chtěla Viktorie po Schlitenbauerovi výživné, což jej v kombinaci s tím, že jej odmítla, mohlo dovést k vraždám, protože měl posloužit ke kamufláži incestu a sám čelit skandálu mimomanželského vztahu, ponížení a finanční újmě (v minulosti mu rovněž zemřelo legitimní dítě, což těžce nesl). Dalším náznakem, že by mohl být vrahem on, byla jeho přítomnost v původní skupině, která přišla na statek jako první a ostatní si všimli prudké reakce psa, který k jeho osobě hlasitě štěkal a vykazoval známky silného stresu po celou dobu jeho setrvání. Objev těl podle svědků přijal s ledovým klidem, ale poté byl policií opakovaně dotazován, proč s těly manipuloval před jejím příjezdem. Jeho odpověď zněla, že hledal svého syna (Josefa). Udivoval též znalostí statku, kde se pohyboval, jako by tam sám bydlel. Například z vnitřní strany vchodových vrat ihned našel skrytý mechanismus k jejich otevření, i když ostatní jej nenašli ani po delším ohledání. Schlitenbauerovi ovšem zločin prokázán nebyl a policie jej vyřadila ze seznamu podezřelých.
Později (1925) vedl před místním učitelem podivné řeči o tom, že pachatel se pokoušel těla na statku pohřbít, ale nakonec tak neučinil kvůli nevhodné půdě v místech celého komplexu. Stejně tak vykazoval známky silné nervozity a zmatenosti, když se spolu s učitelem vydali na místo tragédie, kde ovšem ještě zůstaly uchované původní sklepy. Později inicioval řadu soudních sporů z důvodů urážek, jejichž obsahem byla nařčení, že je vrahem z Hinterkaifeck.
Karl Gabriel
Dalším podezřelým byl manžel Viktorie, který údajně ve válce nezahynul a po návratu neunesl zjištění, že jeho žena čeká dalšího potomka a rodina čelí skandálu incestního nebo mimomanželského vztahu. K tomuto tvrzení vedl ten fakt, že jeho tělo nebylo nikdy nalezeno, což ovšem v první světové válce nebylo nic mimořádného. K této teorii rovněž vedla výpověď dvou válečných veteránů, kteří potkali údajného ruského vojáka, jenž se k vraždám přiznal. Podle této teorie vraždil on, ale tip a informace dostal od Gabriela. Poté měli odejít do Ruska.
Josef Bartl
Šílený pekař (roč. 1897) z nedalekého Geisenfeldu byl rovněž mezi podezřelými. Bartl v roce 1921 uprchl z psychiatrické léčebny, kde byl hospitalizován z důvodu účasti na vraždě z roku 1919. Někteří svědkové na základě fotografie potvrdili, že je to on, koho v období konce března v oblasti viděli. Žádné další důkazy o jeho účasti na vraždách v Hinterkaifeck se ale již nenašly.
Bratři Gumpové
S podezřením na tuto skupinu válečných vysloužilců z Freikorps, kteří se ve Slezsku dopustili řady zločinů a vraždy devíti rolníků, přišel již 9. dubna 1922 sám inspektor Reingruber. Ve skutečnosti se jednalo o preventivní opatření, které mělo za úkol ověřit alibi členů skupiny (v čele s Adolfem Gumpem) a vyloučit tak potenciálního podezřelého. V roce 1954 byla tato skupina obviněna znovu, ale nakonec opět žádná spojitost s vraždami v tomto případě prokázána nebyla.
Paranormální aktivity
K této příčině směřovala výpověď původní služebné, která z Hinterkaifeck odjela půl roku před vraždami z důvodu strachu z nevysvětlitelných jevů (dupot, slabší údery, smích atp.). Ta na policii do protokolu uvedla, že se na statku ztrácely věci, v noci ozývaly neznámé zvuky, dupot a štěkot psa. Podobná fakta krátce před smrtí sousedům opakovaně uváděl Andreas Gruber, ale na policii jít odmítl. Přílišná časová délka nestandardních projevů vedla vyšetřovatele k závěru, že v tak dlouhém časovém horizontu by se musel případný cizí návštěvník v útrobách statku prozradit či zanechat nějaké výrazné stopy.
Další podezřelí
Podle policie mohl vraždy spáchat tulák, ale neexistují žádné nezpochybnitelné důkazy o přítomnosti jiného člověka na statku, což vedlo k odložení případu ad acta. Roku 1986 byl opět otevřen a o dvacet let později (2007) jej moderními metodami (DNA a forensní vyšetřování) rekonstruovala německá policejní akademie. Závěrem její analýzy bylo, že vzhledem k přílišné době, která od vražd uplynula, a nedostatku některých důkazů, nemůže tým policejní akademie s jistotou předložit jméno autora násilné smrti obyvatel Hinterkaifeck. Z místa rekonstrukce činu bylo pořízeno pouze pět originálních fotografií a lidské hlavy zaslané do laboratoře se po válce ztratily. I tak ale vytvořila profil konkrétního vraha, jehož identitu s ohledem na pozůstalé odmítla prozradit a odmítla i to, že by vrahů bylo více. Podle tohoto závěru tak za příčinou nevyjasněného úmrtí všech šesti obyvatel statku byl prokazatelně člověk. Někteří novináři se údajně dostali k profilovému spisu tohoto podezřelého, který měl sestavit tým policejní akademie, a touto osobou byl právě hlavní podezřelý Lorenz Schlitenbauer. Policejní ministerstvo však tuto informaci odmítlo jakkoli komentovat.

## Zajímavosti a záhady
Gruber se několik dní před vraždami sousedům svěřil s některými událostmi, které daly případu mysteriózní nádech. Rovněž výpověď původní služebné a některá fakta, ke kterým se policie dostala z výslechů a svědectví vytváří z případu alogickou záhadu:
- Někteří obyvatelé statku viděli na okraji lesa neznámou postavu muže s knírkem, jehož se ovšem nepodařilo identifikovat. Totožnou neznámou osobu zpozorovali i sousedé z okolí a při fotografické rekognici ji označovali za Josefa Bartla.
- Asi týden před vraždami od okraje lesa směřovaly ke statku stopy ve sněhu. Zpáteční linii se rodině nepodařilo nalézt (z výpovědi Grubera sousedům).
- Na půdě bylo rozházené větší množství sena, pravděpodobně pro ztlumení kroků (potvrzené policií).
- Na půdě se rovněž našly noviny, které ve zdejším kraji nebyly k dostání a které si z osazenstva nikdo nikdy nekoupil (potvrzené policií).
- Na statku se již půl roku před činem záhadně ztrácely věci a z oblasti půdy či z prostoru jiných stavení ozývaly neidentifikovatelné zvuky (potvrzené policií).
- Došlo k odpoutání dobytka, které neprovedl nikdo z obyvatel statku (z výpovědi Grubera sousedům).
- Asi týden před vraždami se ztratil kompletní svazek klíčů od všech budov statku; rovněž došlo k nevysvětlenému rozbití zámku od kůlny (z výpovědi Grubera sousedům).
- Policie na statku identifikovala stopy neznámého původu, které ovšem nevytvářely logickou linii.
- Na statku se nalezly šperky a vyšší finanční obnos, který vyloučil loupežný motiv.
- Na příkaz policie patolog oddělil hlavy obětí a poslal je do laboratoře na přezkoumání. Hlavy se v II. světové válce ztratily, pravděpodobně z důvodu náletů.
- V protokolu patologa je uvedeno, že malá Cäzilia (7) po útoku ještě dvě hodiny žila a v rukou měla chomáč vlasů, který nepatřil nikomu z obyvatel statku.
- Krátce před vraždami došlo k nevysvětlenému rozbití motoru řezací pily.
- Policie dokonce angažovala jasnovidce, kterému zapůjčila lebky obětí. Bez výsledku.
- Viktorie měla na krku stopy strangulace, škrcení ovšem nebylo příčinou smrti, nebylo kritické (ze zprávy patologa).
- Krátce před vraždami malá Cäzilia jednomu svému spolužákovi řekla, že doma došlo k prudké hádce kvůli hrozbě soudu, načež v noci její matka Viktorie v záchvatu vyběhla do lesa a vrátila se až za hodinu. Příčina hádky zůstala nezodpovězena, ale je dost možné, že se týkala trestně právních rizik spjatých s otcovstvím Josefa (2).
- Některé střešní tašky na půdě byly ve výklenku vysazeny tak, aby bylo možné vidět celý dvůr (potvrzené policií).
- Policie vypsala odměnu 100 000 marek (peníze z pozůstalosti) za informace, které by vedly k dopadení pachatele. Bez úspěchu.
- Největší záhadou byl ten fakt, že z výpovědi svědka Michaela Plöckla se tři dny před objevením těl (v noci ze soboty na neděli) kouřilo z komína, takže muselo být zatopeno v peci. Plöckl dokonce uvedl, že tu noc šel okolo a někdo na něj ze statku svítil baterkou, takže dotyčnou osobu nerozpoznal. Reakce mu přišla nepřiměřená, přidal proto do kroku a šel rychle pryč. Policie přiznala, že v období po vraždách se někdo s největší pravděpodobností staral o dobytek, ale jestli někdo na statku po vraždách byl a topil v peci, nepotvrdila.
- Z výpovědi mechanika Hofnera, mezi jeho přítomností na statku dopoledne a návratem se skupinou (poté, co došli k závěru, že tu něco nehraje) odpoledne, došlo k zavření vrat stodoly, která podle jeho názoru byla před tím otevřená. Tento fakt ovšem zmínil až v roce 1925 a nikoli bezprostředně poté, co policie svědky vyslýchala.
- Některá fakta vedla k názoru, že vrahů bylo více.
- Rodina v okolí vyvolávala zášť. Existují zápisky z kostelní knihy z roku 1920, kde ji neznámý autor označuje za lichvářskou, závistivou, incestní a mezi lidmi neoblíbenou. Takovou rodinu (podle autora zápisu) stihne trest boží. Je nutné dodat, že za záští jistě stálo bohatství, kterým rodina disponovala, včetně majetku 17 hektarů půdy.
- Pohřeb se konal ve Waidhofenu a účastnilo se jej několik tisíc lidí. Případ vyvolal masovou hysterii, která vedla až ke spekulacím, že činy spáchala neznámá temná síla.